# George Shearing
Sir George Albert Shearing (Londra, 13 agosto 1919 – New York, 14 febbraio 2011) è stato un pianista e compositore britannico.

## Biografia
Trasferitosi negli Stati Uniti nel 1947, è stato per molti anni leader di una formazione jazz che ha registrato per le etichette MGM Records e Capitol Records.
Ha composto più di 300 titoli, con numerosi album nelle classifiche di Billboard negli anni 1950, 1960, 1980, 1990. 
Durante la sua lunga carriera ha collaborato con artisti come Billy Eckstine, Nat King Cole, Mel Tormé, Peggy Lee, Sarah Vaughan, Nancy Wilson.
Nel 1996 è stato insignito del titolo di Ufficiale dell'Ordine dell'Impero Britannico (OBE).

### Carriera
Quando Shearing si trasferì nel 1947 negli Stati Uniti, aveva già ottenuto grande noterietà in Gran Bretagna, dove aveva vinto per sei anni consecutivi i sondaggi di Melody Maker come miglior pianista jazz.
Giunto a New York, dopo un periodo non facile, venne ingaggiato dal club 52nd Street's Three Deuces, dove, sostituendo Erroll Garner, ebbe modo di suonare con il trio del contrabbassista Oscar Pettiford insieme a J. C. Heard alla batteria. In seguito fu leader di un quartetto con il clarinettista Buddy DeFranco.

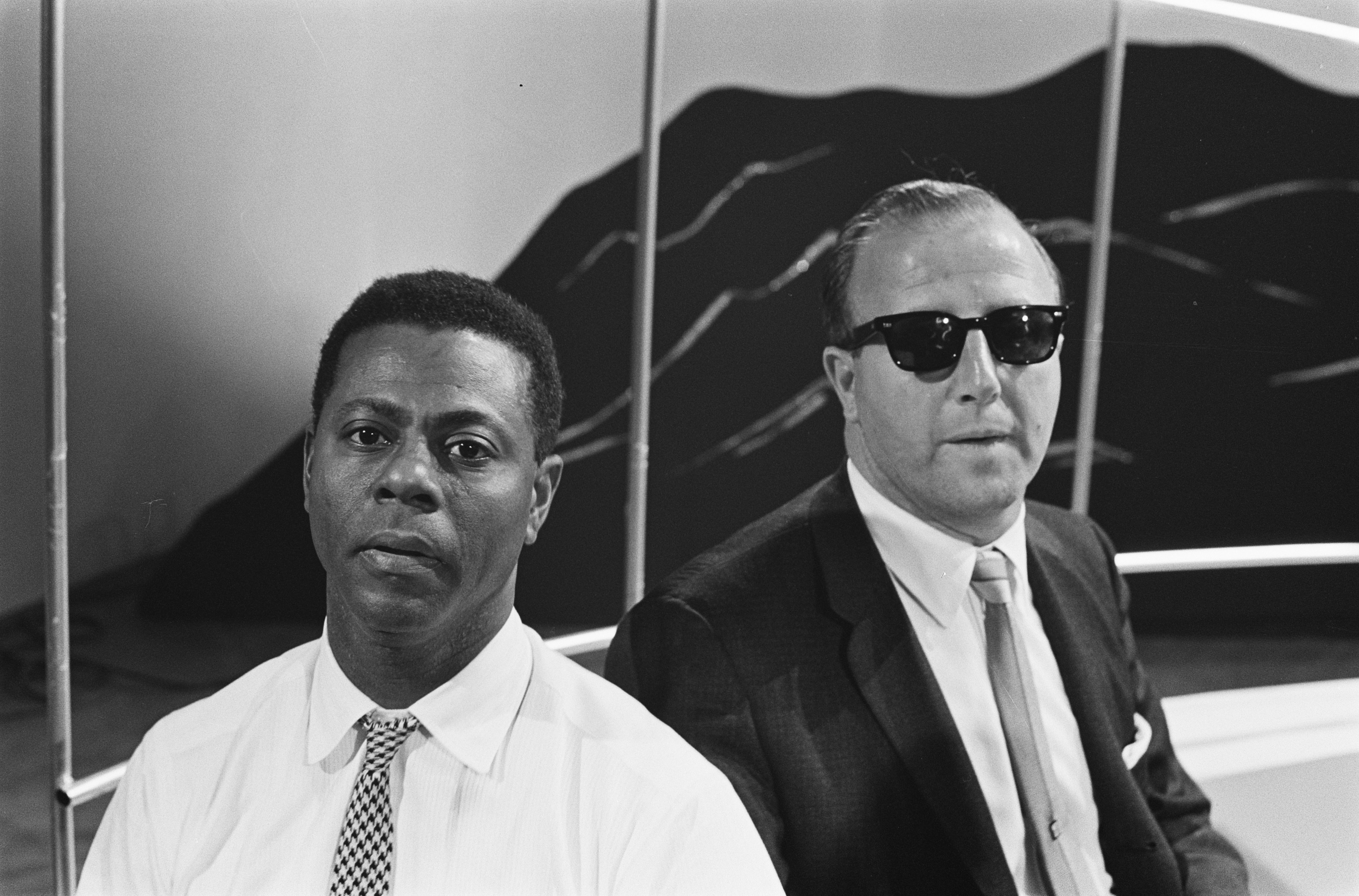
George Shearing con il percussionista Armando Peraza nel 1962

La massima fama venne a Shearing dopo l'invenzione con il suo quintetto, formato da Marjorie Hyams al vibrafono, Chuck Wayne alla chitarra, John Levy al contrabbasso e Denzil Best alla batteria, di un sound estremamente originale, ottenuto da una combinazione di pianoforte, vibrafono, chitarra elettrica, basso e batteria. In questo contesto, Shearing suonava in uno stile da lui chiamato "locked hands," (mani bloccate) che aveva raccolto e personalizzato dal lavoro di Milt Buckner dei primi anni quaranta con l'orchestra di Lionel Hampton, così come la sezione di sassofoni di Glenn Miller ed il Nat King Cole Trio. Impostando l'armonia al piano con blocchi di accordi "stretti" - closely, concatenati ed armonizzati, col vibrafono e la chitarra a triplicare la melodia all'unisono. Con il quintetto e con questa formula, registrò il disco September in The Rain che ottenne un incredibile successo per un album di jazz, raggiungendo le 900 000 copie vendute.
Nella sua lunga carriera ebbe modo di collaborare con talentuosi musicisti e interpreti: il violinista Stéphane Grappelli (nel periodo inglese); con il batterista-vibrafonista Cal Tjader, i percussionisti Mongo Santamaría, Willie Bobo ed Armando Peraza con i quali inaugurò la stagione del Latin jazz; con il già citato Buddy DeFranco e i cantanti Sarah Vaughan, Nat King Cole, Nancy Wilson, Mel Tormé, Peggy Lee, Billy Eckstine, con cui fece un tour angloamericano nei primi anni cinquanta dopo avere inciso per la MGM, e molti altri.
Shearing ha composto più di trecento titoli, molti dei quali sono divenuti celebri standard. Il brano che probabilmente nella memoria degli appassionati contraddistingue più di ogni altro la sua vena compositiva e il suo stile è Lullaby of Birdland, interpretato fra i tanti da Ella Fitzgerald, Sarah Vaughan, Amy Winehouse, Chaka Khan, Mel Tormé, Friedrich Gulda e, in Italia, da Mina.
È morto il 14 febbraio 2011 all'età di 91 anni, a New York. Era cieco dalla nascita.
Ancora oggi l'intramontabile alchimia stilistica creata dal "George Shearing Quintet" può essere colta ascoltando alcuni arrangiamenti di artisti come Eliane Elias, Diana Krall e molti altri.

## Discografia
- 1947: Piano Solo — Savoy
- 1947: Great Britain's Marian McPartland & George Shearing — Savoy Jazz (Released 1994)
- 1949: Midnight on Cloud 69 — Savoy
- 1949: George Shearing Quintet — Discovery
- 1950: You're Hearing George Shearing and his Quintet — MGM (E-3216)
- 1951: An Evening with the George Shearing Quintet
- 1951: Souvenirs — London
- 1951: Touch of Genius — MGM
- 1951: Billy Eckstine & George Shearing - Taking A Chance on Love / You're Driving Me Crazy (What Do I Do?) (78 vinyl record)
- 1952: I Hear Music — Metro
- 1955: Shearing Caravan — MGM
- 1955: Shearing in Hi Fi — MGM
- 1955: The Shearing Spell — Capitol
- 1956: Latin Escapade — Capitol
- 1956: Black Satin — Capitol (T858)
- 1956: By Request — London
- 1956: Velvet Carpet — Capitol
- 1957: Shearing on Stage — Capitol
- 1958: Blue Chiffon — Capitol
- 1958: Burnished Brass — Capitol
- 1958: Latin Lace — Capitol
- 1958: George Shearing on Stage! — Capitol
- 1958: Latin Affair — Capitol
- 1958: In the Night con Dakota Staton — Capitol
- 1959: Satin Brass — Capitol
- 1959: Satin Latin — MGM
- 1959: Beauty and the Beat! (con Peggy Lee) — Capitol
- 1960: San Francisco Scene — Capitol
- 1960: On the Sunny Side of the Strip — GNP
- 1960: The Shearing Touch — Capitol (T1472)
- 1960: White Satin — Capitol
- 1961: George Shearing and the Montgomery Brothers — Jazz
- 1961: Mood Latino — Capitol
- 1961: Nat King Cole Sings/George Shearing Plays (con Nat King Cole) — Capitol
- 1961: Satin Affair — Capitol
- 1961: The Swingin's Mutual! (con Nancy Wilson) — Capitol
- 1962: Concerto For My Love - ST-1755 Capitol
- 1962: Jazz Moments — Blue Note
- 1962: Shearing Bossa Nova — Capitol
- 1962: Soft and Silky — MGM
- 1962: Smooth & Swinging — MGM
- 1963: Touch Me Softly — Capitol
- 1963: Jazz Concert — Capitol
- 1963: Rare Form — Capitol
- 1963: Old Gold and Ivory — Capitol
- 1963: Latin Rendezvous — Capitol
- 1964: Out of the Woods — Capitol
- 1964: Deep Velvet — Capitol
- 1966: That Fresh Feeling — Capitol
- 1966: Live Jazz from Club 15 — Request (Live, released 2006)
- 1969: In the Mind — Capitol
- 1970: Out of This World (Sheba Records)
- 1971: The Heart and Soul of George Shearing and Joe Williams (Sheba)
- 1972: As Requested (Sheba)
- 1972: Music to Hear (Sheba)
- 1972: The George Shearing Quartet (Sheba)
- 1973: GAS (Sheba)
- 1973: The George Shearing Trio, Vol. 1
- 1974: Light Airy and Swinging — MPS/BASF
- 1974: Swinging in a Latin Mood — MPS/BASF
- 1974: My Ship — MPS/BASF
- 1974: The Way We Are — MPS/BASF
- 1975: The Best of George Shearing — Capitol
- 1975: Continental Experience — MPS/BASF
- 1976: The Many Facets of George Shearing - MPS/BASF
- 1976: The Reunion — MPS/BASF (con Stéphane Grappelli)
- 1977: Windows — MPS/BASF
- 1977: 500 Miles High - MPS/BASF
- 1977: Feeling Happy - MPS/BASF
- 1979: Getting in the Swing of Things — MPS/BASF
- 1979: Live — Concord Jazz
- 1979: Blues Alley Jazz (Live) — Concord Jazz
- 1979: Concerto for Classic Guitar and Jazz Piano — Angel
- 1980: Two for the Road (con Carmen McRae) — Concord
- 1980: In Concert at the Pavilion — Concord Jazz
- 1980: On a Clear Day — Concord Jazz
- 1981: Alone Together — (con Marian McPartland) Concord Jazz
- 1981: First Edition — Concord Jazz
- 1982: An Evening with George Shearing & Mel Tormé (Live, con Mel Tormé)
- 1983: Top Drawer — Concord Jazz (Live, con Mel Tormé)
- 1984: Live at the Cafe Carlyle — Concord
- 1985: An Elegant Evening — Concord Jazz (with Mel Tormé)
- 1985: Grand Piano — Concord Jazz
- 1986: Plays Music of Cole Porter — Concord
- 1986: More Grand Piano — Concord Jazz
- 1987: A Vintage Year — Concord Jazz (Live, with Mel Tormé)
- 1987: Breakin' Out — Concord Jazz
- 1987: Dexterity — Concord Jazz (Live, featuring Ernestine Anderson)
- 1988: The Spirit of 176 — Concord Jazz (con Hank Jones)
- 1988: Perfect Match — Concord Jazz (con Ernestine Anderson)
- 1989: George Shearing in Dixieland — Concord
- 1989: Piano — Concord Jazz
- 1990: Mel and George "Do" World War II — Concord (Live, con Mel Tormé)
- 1991: Get Happy! - EMI Classics
- 1992: I Hear a Rhapsody: Live at the Blue Note - Telarc (Live)
- 1992: Walkin': Live at the Blue Note — Telarc (Live)
- 1992: How Beautiful Is Night — Telarc
- 1994: That Shearing Sound — Telarc
- 1994: Cocktail for Two — Jazz World
- 1995: Paper Moon: Songs of Nat King Cole
- 1997: Favorite Things — Telarc
- 1998: Christmas with The George Shearing Quintet — Telarc
- 2000: Just for You: Live in the 1950s — Jazz Band
- 2001: Live at the Forum, Bath 1992 — BBC Legends (Live)
- 2001: Back to Birdland — Telarc (Live)
- 2002: The Rare Delight of You (con John Pizzarelli) - Telarc
- 2002: Pick Yourself Up — Past Perfect
- 2002: Here and Now. New Look - con G.S. Quintet e Archi
- 2004: Like Fine Wine — Mack Avenue
- 2005: Music to Hear — Koch
- 2005: Hopeless Romantics (con Michael Feinstein) — Concord

## Filmografia
- 2003: George Shearing - Jazz Legend
- 2004: George Shearing: Lullaby of Birdland[5]
- 2004: Swing Era - George Shearing
- 2004: Joe Williams with George Shearing: A Song is Born[6]
- 2005: Duo Featuring Neil Swainson